# نقش عوامل اپی ژنتیکی در بیماری های قلبی و عروقی
با توسعه سریع جامعه مدرن، شیوع بیماری‌های قلبی-عروقی سال به سال در حال افزایش است و سن بروز آن به تدریج کمتر می‌شود. عواملی چون بیماری عروق کرونری و فشار خون بالا به‌طور مستقیم با عوامل محیطی و ژنتیکی مرتبط می‌باشند. مطالعات اخیر نشان داده‌اند که تغییرات اپی‌ژنتیک نقش مهمی در وقوع و توسعه بیماری‌های قلبی-عروقی دارند. اپی‌ژنتیک مکانیسم تنظیمی است که می‌تواند عملکرد ژن‌ها را بدون تغییر محتوای DNA تغییر دهد که به عنوان اصلی‌ترین مکانیسم تنظیمی پاسخ برای تغییرات محیطی سلول محسوب می‌شود. اپی‌ژنتیک به‌طور اصلی کارکرد و سطح بیان ژن‌های مرتبط با بیماری قلبی-عروقی را از طریق متیلاسیون DNA، تغییرات هیستونو تنظیم RNAهای غیرکدکننده تنظیم می‌نماید و بر پیشرفت بیماری‌های قلبی-عروقی تأثیر می‌گذارد. نشانگرهای اپی‌ژنتیک نشانگرهای مولکولی مهمی از بیماری قلبی-عروقی هستند چرا که به طور زودرس در بیماری ظاهر می‌شوند و مسیرهای مرتبط به جنبه های پاتولوژیک قلبی-عروقی را درگیر می‌کنند. می‌توان از آنها به‌عنوان نشانگرهای بیماری قلبی-عروقی برای تشخیص، پیش‌بینی و ارزیابی فرایند درمان بیماری قلبی-عروقی استفاده نمود. همان‌طور که همه ما می‌دانیم، پاتوژنز بیماری قلبی-عروقی پیچیده است. از نظر بالینی، برخی موارد هنوز هم دارای درمان بسیار دشوار هستند. به دلیل قابل برگشت بودن تغییرات اپی‌ژنتیک، ژن‌ها و پروتئین‌های کنترل‌کننده این تغییرات به عنوان اهداف جدیدی برای درمان بیماری قلبی-عروقی که یک نیاز بالینی است شیوع یافته‌اند. بنابرین، استراتژی‌های درمانی جدید بر پایه تغییرات اپی‌ژنتیک علاقه‌ی بسیاری را برانگیخته‌اند.
مکانیسم های تنظیمی اپی ژنتیکی مهم عبارتند از:
۱) تغییرات هیستون شامل متیلاسیون و استیلاسیون که بر روی لیزین ها رخ میدهد و فرایند هایی نظیر یوبی کوئیتیناسیون و فسفریلاسیون رخ می‌دهد. متیلاسیون DNA  که در حزایر CPG و به کمک آنزیم DNMT رخ می‌دهد و تحت کاتالیز DNA تحت کاتالیز DNA ~ متیل ترانسفراز، گروه متیل از S- آدنوزین متیونین منتقل می شود.نقش استیلاسیون هیستون در هایپر تروفی قلبی مشخص شده است.
۲) RNA  های غیر کد کننده : این RNA ها دارای ویژگی مشترکی هستند که می توانند از ژنوم رونویسی شوند اما به پروتئین ترجمه نمی شوند و عملکردهای بیولوژیکی مربوطه خود را در سطح RNA انجام می دهند  به عنوان مثال miRNA ها که جزو  این دسته قرار می‌گیرند در هایپرتروفی و فیبروزسلول‌های دیواره قلب نقش دارند یا lncRNA  ها هم در تنظیم بیماری های قلبی و عروقی نقش دارند.نقش CiRNA  ها هم در بیماری های قلبی مشخص شده است.

## نقش تغییرات هیستون در بیماری‌های قلبی-عروقی
متیلاسیون DNA نقش‌های مهمی در بیماری‌های قلبی-عروقی ایفا می‌کند. در سال‌های اخیر مشخص شده است که بیان ژن‌های کاندید مرتبط با بیماری عروق کرونر، نارسایی قلبی، فشارخون بالا و سایر بیماری‌های قلبی-عروقی با متیلاسیون DNA همراه است. وضعیت نامنظم متیلاسیون ژن‌های کاندید در مکانیسم و توسعه بیماری قلبی-عروقی می‌تواند به عنوان یک نشانگر برای ارزیابی پیشرفت بیماری قلبی-عروقی استفاده شود.
در آنالیز تست Bonferroni  correction ژنوم، مشخص شد که متیلاسیون   ژن‌های SLC9A1، SLC1A5 و TNRC6C با خطر بیماری قلبی-عروقی همراه است. یک  آنالیز تصادفی نشان داد که یک CpG (CG22304262) در SLC1A5 ارتباط کاملاً موثری با نارسایی عروق کرونر دارد. سطح متیلاسیون DNA CG22304262 می‌تواند بیان SLC1A5 را تحت تأثیر قرار دهد. در بیماران دچار نارسایی قلبی ذخیره گلوتامین میوکاردو کاهش بیان SLC1A5  رخ داد. مهار بیان SLC1A5 در میوکارد، جذب گلوتامین را کاهش داد و تعادل گلوتامین میوکارد را در بیماران کاهش داد. متیلاسیون DNA بواسطه متیل‌ترانسفراز DNMT3a در حفظ تعادل داخلی کاردیومیوسیت‌های انسانی نقش دارد. حذف DNMT3a نه تنها باعث تغییرات در بیان ژن پروتئین‌های قراردار کاردیومیوسیت‌ها شد، بلکه منجر به آسیب میتوکندریایی کاردیومیوسیت‌ها و اختلال در متابولیسم گلوکزی هم شد.
مولکول‌های مرتبط با متیلاسیون DNA قابلیت استفاده به‌عنوان نشانگرهای تشخیصی برای کلسیفیکاسیونعروقی دارند. نشان دادند که بیان و فعالیت اس-آدنوزیل‌هوموسیستئین هیدراز (SAHH) در عروق تاجی بیماران دچار عروق کلسیفه کاهش یافته است. کمبود SAHH منجر به افزایش سطوح داخل‌سلولی اس-آدنوزیل‌هوموسیستئین (SAH) شده و باعث افزایش بیان پرموتور ژن H19 از طریق مهار رقابتی DNMT3b شده، بدین ترتیب افزایش داده است.
اما به طور کلی متیلاسیون ژنها از طریق دو مکانیسم سبب بروز بیماری میشود.متیلاسیون سبب غیر فعال شدن ژن ها میشود،برهی ژنها با نقش تنظیمی خود سبب مهار و عدم بروز موارد منفی می‌شوند و برای مکانیسم سلول ضروری اند از طرفی وجود برخی ژنها و ادامه حیات آنها برای سلپل ضروریست.متیلاسیون با غیر فعال کردن ژن ها سبب فعال شدن عوامل مضربرای سلول و عدم دسترسی به موارد ضروری میشود. ژنهای cg22304262 ، cg04988978 و ژن mpo  که نقش مهاری دارد به خاطر متیله شدن  غیرفعال شده و باسطه افزایش فعالیت پروکسیدازی خود بر اثر متیلاسیون در بیماری عروق کرونر موثرند.
متیلاسیون ژن DNMTa سبب غیر فعال کردن خاصیت مهاری ان میشود از طرفی متیلاسیون گلوتاتیون پروکسیداز یک ، CTGF،MMP ،، Hey2 ، MSR1 Cox17 ،MYOM3 سبب مهار فعالیت این ژنهای پروموتر (ژنتیک) می‌شود که در بروز بیماری نارسایی قلب موثرند.
متیلاسیون برخی ژن‌ها نظیر mir204  mir34b سبب غیر فعال کردن خاصیت مهاری آنها و متیلاسیون  ژنهایی نظیر DNMT3b،H19،GCBP1،SM22a سبب مهار خاصیت پروموتری آنعا میشود که در بروز بیماری مرتبط با رگهای کلسیفه شده دخیل است.
متیلاسیون لیزین شماره 9 هیستون اچ۳ در ژن EZH2  یا عملکرد مهاری خود در ایجاد بیماری هایپرتروفی میوکارد قلب دخیل است. از طرفی متیلاسیون  لیزین شماره 9 هیستون H3  در ژن JMJD28  و همینطور TAGLIN در کلسیفه شدن عروق دخیل هستند.
متیلاسیون DNA  نقش مهمی در ایجاد  فشار خون بالا دارد. یک مطالعه درباره ارتباط متیلاسیون کلی DNA خون با فنوتیپ فشار خون 24 ساعته و فشار خون بالینی نشان داد که مناطق متیلاسیون DNA  به طور معناداری با فنوتیپ فشار خون 24 ساعته از بین  1،549،368 جایگاه CPGارتباط داشتند. نتایج نشان داد که مادرانی که سوابق خانوادگی فشار خون دارند، فشار خون میانی متوسط بیشتری دارند و متیلاسیون کلی DNA جدار رحم آن‌ها در نمونه‌های پلاسنتا نسبت به مادرانی که سوابق خانوادگی فشار خون ندارند، کمتر است. با این حال، تنها در مادران بدون سوابق خانوادگی فشار خون، متیلاسیون کلی DNA جدار رحم به طور مستقل با فشار خون متوسط مادری به صورت منفی ارتباط داشت.  نتیجه‌ی مطالعه نشان داد که هیپومتیلاسیون ژن اینترفرون گاما می‌تواند کموتاکسی سلولهای اندوتلیال رگ‌های خونی را در وضعیت التهابی بلندمدت بیماران فشار خون ایجاد کند. به همین‌زمان، در بافت عروقی، هیپومتیلاسیون ژن اینترفرون  گاما باعث افزایش انقباض سلول‌های عضلانی ولرزشی و رسوب چربی می‌شود. بنابراین، این منجر به تحول عروق خونی از فنوتیپ عادی به فیبروز عروقی می‌شود، و منجر به افزایش فشار خون می‌شود. به عبارت دیگر، این مطالعات نشان می‌دهند که متیلاسیون DNA به طور نزدیک با وقوع بیماری‌های قلبی-عروقی ارتباط دارد.
بیماری های قلبی عروقی را می توان با هیستون متیلاسیون نیز تنظیم کرد . دریافت که هیستون متیل ترانسفراز G9a اثر هم افزایی با زیرواحد کاتالیزوری EZH2  PRC2در خاموش کردن ژن دارد. G9a از طریق دی متیلاسیون لیزینشماره 9 روی هیستون H3و برهمکنش با EZH2، عملکرد ژنی انواع مختلف  کاردیومیوسیت ها را مهار کرد. بنابراین، G9a برای حفظ بیان صحیح ژن در کاردیومیوسیت‌های طبیعی و ایجاد تغییرات در بیان ژن‌های مرتبط با هیپرتروفی قلبی ضروری بود. نتایج مطالعه نشان می دهد که اختلال در عملکرد G9a می تواند منجر به اختلال عملکرد قلب شود. G9a ممکن است یک هدف بالقوه برای درمان هیپرتروفی اولیه میوکارد در آینده  باشد.
به طور کلی استیلایون فرایندیست که متناسب حال سلول و نقطه مقابل متیلاسیون است پس طبیعیست که مناسب حال سلول ها جهت تکثیر و تنظیم باشد. اما در صورت استیلاسیون ژنهای مهار کننده و فعالیت بیش از حد آنها شاهد تخریب عملکرد سلول و افزایش بیش از حد فعالیت ژنها هستیم. در مورد استیلاسیون ژنهای eNOS که هم نقش فعال کننده و هم مهاری دارد ، ژن P300 و P65  و NFKB  با نقش مهاری خود در بیماری آترو اسکلروز قلب دخیل هستند.
استیلاسیون ژنهای FOXO3A  بواسطه نقش مهاری و پروکسیردوکسین 1 به خاطر نقش پروموتری خود در آنفارکتوس میوکارد نقش دارند.
استیلاسیون ژنهای آنژیوتانسین 2 و ژنهای فعال کننده مسیر های سیگنالینگ نظیر GSK3 و NTCH1 و P53 که نقش مهاری دارند در بروز نارسایی های قلبی دخیل اند.
استیلاسیون ژنهای RUNX2  و استئوکلسین و SOX2 سبب کلسیفه شدن عروق میشوند.
استیلاسیون هیستون تأثیر مهمی در تنظیم اپی ژنتیکی بیماری های قلبی دارد. نقش فرآیندهای اپی ژنتیکی با واسطه HAT و HDAC در هموستاز عروقی و بیماری های قلبی عروقی توجه گسترده ای را به خود جلب کرده است. تحقیقات نشان داده است که SIRT1 با تنظیم فعال‌سازی اکسید نیتریک سنتاز اندوتلیال (eNOS) از تشکیل پلاک‌های آترواسكلروزدر موش‌های ApoEکه منفی هستند جلوگیری می‌کند. بنابراین SIRT1 سرعت تشکیل آترواسکلروز را کند کرد. با این حال، استیل زدایی با واسطه HDAC3 در ژن eNOS باعث افزایش آترواسکلروز می شود. سطح نیتریک اکسید سنتاز قابل القاء (iNOS) نیز در ضایعات آترواسکلروتیک افزایش می یابد. در سلول های اندوتلیال، فاکتور هسته ای κB (NF-κB)  با تحریک بیان Nos2 (رمز کننده iNOS) و ژن های پیش التهابی باعث افزایش آترواسکلروز می شود. .96 گزارش شده است که استیلاسیون لیزین می تواند ایسکمی میوکارد – آسیب خونرسانی مجدد و انفارکتوس میوکارد را تنظیم کند. بیان بیش از حد SIRT1 می تواند آسیب ایسکمی- پرفیوژن مجدد را در میوکار موش صحرایی کاهش دهد. آسیب با استیلاسیون سیکلوفیلین D و جلوگیری از باز شدن منافذ انتقال نفوذپذیری میتوکندری که منجر به مرگ سلولی می شود. ~1 با استیل زدایی (د استیله کردن)سایت K197 خود. در نهایت منجر به افزایش تولید گونه‌های اکسیژن فعال و تشدید آسیب اکسیداتیو کاردیومیوسیت‌ها می‌شود. نارسایی قلبی. نارسایی قلبی با دیساپوپتوز سلول های میوکارد، افزایش بافت اسکار فیبروتیک و هیپرتروفی پاتولوژیک میوکارد مشخص می شود. کمبود SIRT2 فیبروز میوکارد ناشی از آنژیوتانسین را تشدید می‌کند. کاهش SIRT4 فیبروز میوکارد ناشی از آنژیوتانسین II را تضعیف کرد. شن و همکاران 105 دریافتند که سطح SIRT6 به طرز قابلتوجهی در کاردیومیوسیتهای نوزادی موشها کاهش یافته است که به افزایش سطح p300 استیل ترانسفراز و هیپرتروفی کاردیومیوسیتی منجر شده است. بیان بیشازحد SIRT6 هیپرتروفی قلبی ناشی از فنیلافرین را با تجزیه P300 کاهش میدهد. در مطالعات In vitro ، کاهش HDAC4 در فیبروبلاستهای ریه انسان، تشکیل میوفیبروبلاستها را مهار میکند. با این حال، کاهش HDAC6 در فیبروبلاستهای قلب موشها، انقباض سلولها را بلوکه میکند. این یافته‌ها نشان میدهند که استیلاسیون هیستون تنظیم کننده فیبروز شدن سلولهای عضلانی قلبی در دوران نارسایی قلبی است. بازسازی پاتولوژیک قلبی در نارسایی قلب با آپوپتوز بی نظم میگردد. افزایش SIRT1، آپوپتوز کاردیومیوسیتهای نوزادی موشها را در مطالعات in vitro با واژنی استیله کردن اسیدیلاسیون گیرنده اکردن ایزو دایمر NOTCH1 افزایش داد. بنابراین پایداری[[ NOTCH1 کاهش یافته و ارگان سلولهای کاردیومیوسیتی مهار شد. با این حال، افزایش بیش ازحد SIRT2 هیپرتروفی کاردیومیوسیتی را بیشتر کرده، اما از آپوپتوز کاردیومیوسیتها تحت گرسنگی سرم در مطالعات in vitro، محافظت نمود. SIRT7 با دی استیله کردن p53 و افزایش مقاومت در برابر استرس، آپوپتوز میوفایبروبلاستهای قلبی را در مطالعات in vitro مهار میکند. این نتایج نشان میدهند که استیلاسیون هیستون ممکن است در تکثیر و آپوپتوز کاردیومیوسیتها نقش داشته باشد.
تحقیقات نشان داده است که SIRT1 تشکیل پلاکهای آترواسکلروتیک را در موش‌های ApoE-/- با تنظیم فعال‌سازی نیتریک اکسید سنتاز اندوتلیال (eNOS) مهار می‌کند. بنابراین، SIRT1 باعث کاهش سرعت تشکیل آترواسکلروز می‌شود. با این حال، دی استیلاسیون نیتریک اکسید سنتاز (eNOS) توسط HDAC3 ترویج کننده آترواسکلروز را تقویت می‌کند. همچنین سطح نیتریک اکسید سنتاز (iNOS) نیز در لسیون‌های آتروسکلروز افزایش می‌یابد. در سلول‌های اندوتلیال، عامل هسته‌ای-کپاB (NF-κB) با فعال‌سازی اکسپرسیون Nos2 (کُدکننده[[ iNOS) و ژن‌های پروالفین‌آلودگی، آترواسکلروز را ترویج می‌دهد. SIRT1 فعالیت NF-κB را با دی‌استیله کردن P65 و حذف تعامل بین P300 و NF-κB مهار می‌کند. تحقیقات نشان داده است که دی‌استیله لیزین می‌تواند زخمیگی ایسکمی-رپرفیوژی قلب و حمله قلبی را تنظیم کند. بیان ژن SIRT1 می‌تواندایسکمی یا خونریزی مجدد را در عضله قلب موش‌های دارای منفذ کاهش دهد. SIRT2 با دی‌استیله کردن Forkhead box O3A (FOXO3A) در آسیب ایسکمی و خونریزی، آپوپتوز سلول را افزایش می‌دهد. SIRT3 با د‌استیله کردن سیکلوفیلین D، زخمیگی رپرفیوژی را مهار کرده و باعث جلوگیری از باز شدن منافذ تردپویی پویشی میتوکندری، منجر به مرگ سلول می‌شود. علاوه بر این، در مدل‌های موش صحرایی زخمیگی ایسکمی رپرفیوژی قلب، HDAC6 با داستیله کردن سایت K197 پروکسی‌ردوکسین 1 ، فعالیت آن را کاهش می‌دهد. در نهایت، منجر به افزایش تولید گونه های اکسایش ناشی از اکسیژن و تشدید آسیب اکسایشی سلول‌های قلب می‌شود.
نارسایی قلبی به دلیل آپوپتوز (مرگ سلولی ناشی از خارج شدن سلول از پروتکل و آغاز فرآیند مرگ سلول) سلول‌های عضلانی قلب، افزایش بافت  فیبروتیک و هیپرتروفی پاتولوژیک قلب مشخص می‌شود. کمبود SIRT2 سبب تشدید فیبروز قلبی ناشی از آنژیوتانسین II را تشدید می‌کند. SIRT3 می‌تواند GSK3β را از طریق دی‌اسیتیلاسیون K15 فعال‌سازی کند که در نتیجه SMAD3 را فسفریله‌سازی کرده و به تخریب آن منجر شود، در نتیجه از فیبروز ناشی از TGF β جلوگیری می‌کند. به عبارت دیگر، کاهش SIRT4 فیبروز قلبی ناشی از آنژیوتانسین II را کاهش می‌دهد. پیدا شد که سطح SIRT6 به طور قابل توجهی در سلول‌های ماهیچه‌ای نوزادان موش‌های نر پدید آمده توسط فنیل ‌افرین، که با افزایش سطح p300 ، اسیل ترانسفراز و هیپرتروفی کاردیومیوسیت‌ها همراه بود، کاهش یافت. SIRT6 افزایش یافته، هیپرتروفی قلبی ناشی از فنیل‌ افرین را با تخریبp300 برطرف می‌کند. در آزمایشگاهی، کاهش HDAC4 در فیبروبلاست‌های ریه انسان، تمایز میوفیبروبلاست را مهار می‌کند. با این حال، کاهش HDAC6 در فیبروبلاست‌های قلب موش منجر به مسدود شدن از انبساط سلولی می‌شود. این یافته‌ها نشان می‌دهند که  آسیتیلاسیون هیستون نقش مهمی در فیبروز سلول‌های عضلانی قلب در دوران نارسایی قلبی دارد.
افزایش SIRT1 آپوپتوز میوکاردیوسیت‌های  موش‌ها را در آزمایشگاهی با واکنش اسیدی دیمر ایزودیمر ریسپتور NOTCH1  را کاهش داد و انبساط سلول‌های کاردیومیوسیتی را مهار کرد. با این حال، افزایش SIRT2 به طور قابل ملاحظه‌ای هیپرتروفی کاردیومیوسیت‌ها را افزایش داد. SIRT7 با دی‌استیلاسیون p53 و افزایش مقاومت استرسی، آپوپتوز میوکارد را در آزمایشگاهی مهار کرد. این نتایج نشان می‌دهد که  آستیلاسیون هیستون ممکن است در انبساط سلولی و آپوپتوز کاردیومیوسیت‌ها دخالت داشته باشد."

## نقش RNA های غیر کد کننده در بیماری‌های قلبی-عروقی
در سال های اخیر، تعدادی از مطالعات تایید کرده اند که miRNA ها می توانند روند پاتوفیزیولوژیک بیماری های قلبی عروقی را تنظیم کنند.
در حال حاضر، نقش miRNA در توسعه بیماری قلبی عروقی و سندرم قلبی حاد مشخص شده است. یک مطالعه گزارش کرد که miRNA-SNP rs41291957 افزایش بیان miRNA-143 و miRNA-145 در سلول‌های صاف عضله قلبی انسان را افزایش می‌دهد و تبدیل فنوتیپی VSMCs را کنترل می‌کند.به عبارتی miRNA-SNP rs41291957 می‌تواند به عنوان یک ژن مهم در  پیش آگهی بیماری قلبی عروقی در نظر گرفته شود. از طرفی گزارش شده که مهار mir-1 نه تنها پاسخ التهابی سلول‌های اندوتلیال را در شرایط in vitro کاهش داد، بلکه وقوع آترواسکلروز را هم تسکین داد. علاوه بر این، miRNA-106a-3p و miRNA-342-5p  تأثیرات ضد آترواسکلروتیک روی سلول های اندوتلیال دارند در حالی که miRNA-92a باعث وقوع آترواسکلروز می‌شود. برخی مطالعات نشان داده است که miRNA-125b، miRNA-21a-5p، miRNA-25-3p و miRNA-144 تأثیرات محافظتی روی میوسیت های قلبی دارند و می‌توانند به عنوان اهداف درمانی بالقوه برای آنفارکتوس حاد میوکارد در آینده استفاده شوند.طی مطالعات دیگری متوجه شدند که سطح سرمی miRNAهای اگزوزومی به نام miRNA-122-5P و miRNA-126 با تنگی شریان‌های قلبی در بیماران مبتلا به آنژین ناپایدار و آنفارکتوس حاد میوکارد تعامل مثبت داشتند. بنابراین، مطالعات نشان داده‌اند که اگزوزوم های miRNA-21، miRNA-122-5p و miRNA-126 بیومارکرهای نوآورانه برای تشخیص سندرم قلبی حاد هستند. مطالعات نشان داده‌اند که miRNA-590-3p و miRNA-199a-3p می‌توانند رشد سلول‌های عضله قلبی را در ناحیه آسیب دیده در موش‌ها افزایش دهند. این موضوع بیان می‌کند که ممکن است درمان به واسطه هدف قرار دادن miRNA-590-3p و miRNA-199a-3p بتواند پس از انفارکتوس میوکارد، عملکرد سلول‌های عضله قلبی را بازیابی کند.
مطالعات حاکی از این است که سطح miRNA425 وmiRNA744  در فیبروبلاست های قلبی (CFs) تحت تاثیر آنژیوتانسینکاهش یافته است. miRNA425وmiRNA744 فرایند سنتز کلاژن و سلولز و فعالیت CFs را کاهش دادند و با هدف قرار دادن TGF-β بازسازی قلبی را بهبود بخشیدند. بنابراین، miRNA425 وmiRNA744 برای درمان و شاخص های نارسایی قلبی استفاده شوند. به طور کلی انتظار میرود که miRNA  های اگزوزومی های به عنوان ابزار جدیدی برای تشخیص و درمان نارسایی قلبی مورد استفاده قرار گیرند.
این miRNA ها به شدت با وقوع و توسعه کلسیفیکاسیون عروقی مرتبط است.طی بررسی هایی که بر روی مدل های حیوانی انجام شد دریافتند که miRNA-30b یک عامل تنظیمی بالقوه داخلی برای کلسیفیکاسیون عروق است که تأثیر محافظتی بر روی کلسیفیکاسیون دارد. مکانیسم اصلی این است که miRNA-30b با مهار مسیر سیگنالینگ mTOR  و فعالیت را در VSMCها افزایش می‌دهد، همچنین تعادل میتوکندری را حفظ کرده و تبدیل فنوتیپی VSMCها به فنوتیپ استخوانی را کاهش می‌دهد. علاوه بر این، در VSMCهایی که با [[بتا-گلیسروفسفات درمان شده بودند، miRNA-30b با هدف مهار SOX9 و کاهش فعال‌سازی پروتئین مورفوژنیک استخوان 2 [[(BMP2) و جلوگیری از تمایز سلول‌های استخوانی، وقوع کلسیفیکاسیون VSMCها را کاهش داد. مطالعه‌ی بالینی نشان داد که سطح‌های پلاسمایی miRNA-204 در بیماران مبتلا به کلسیفیکاسیون شریان‌های تاجی به طور قابل توجهی پایین‌تر از کنترل‌ها بودند. سطح پلاسمایی miRNA-204 به صورت مستقل  و معنی‌داری با کلسیفیکاسیون شریان‌های تاجی مرتبط بود. بنابراین، سطح پلاسمایی miRNA-204 می‌تواند به عنوان یک پیش‌بین برای ارزیابی شدت کلسیفیکاسیون [[شریان‌های تاجی استفاده شود. با اینحال، گزارش‌شده است که miRNA-128‐3p افزایش دادن Wnt‐1، بتا-کاتنین، GSK‐3β و بیکس را با کاهش Islet1 (ISL1) به وسیله فعال‌سازی مسیر Wnt، و به‌موجب افزایش شدید کلسیفیکاسیون قلبی در موش‌های دیابتی نوع 2 تشدید می‌کند. نشان داده شده است که miRNA-19A-3p با هدف هدایت 3’UTR HDAC4، مهار HDAC4 و افزایش میزان RUNX2 و [[استئوکلسین، و فعالیت ALP را افزایش داده و به تبع این افزایش تمایز و کلسیفیکاسیون استخوانی سلول‌های بنیادی مزانشیمی انسانی (hMSCs) را ترویج می‌کند.
LncRNA در پیشروی بیماریهای قلبی عروقی، به عنوان یک شمشیر دو لبه تنظیم‌کننده که هم فعال کننده مثبت و هم منفی است عمل می کنند. مطالعات نشان داده اند که Linc1405، LncRNA PANCR و LncRNA Handdown (Hdn) قادر به برنامه ریزی مجدد فیبروبلاست های قلبی به کاردیومیوسیت ها  و فعال سازی تمایز آنها  میباشند. علاوه بر این، LncRNA CAREL با هدف گیری miRNA-296، بازسازی و تمایز قلب را مهار میکند. همچنین، LncRNA NR_045363 و LncRNA SIRT1 به وسیله هدف قرار دادن miRNA-216a و mRNA SIRT1 به ترتیب، باعث فعالسازی بازسازی قلب میشوند. همچنین LncRNA CRRL و LncRNA AZIN2-sv با استفاده گیر  miRNA-199a-3p و miRNA-214 تنظیم کنندگی از تکثیر سلولهای عضلانی قلب را انجام میدهند.  در مقایسه با بیماران بدون عارضه های واضح، LncRNA-SRA حجم های پلاسما در بیماران دارای بیماری قلبی عروقی دیابت نوع دو نتیجه چشمگیری را نشان داد. این مکانیسم ممکن است به¬این دلیل باشد که LncRNA-SRA در تنظیم تکثیر واحد های عضلانی صفاق خروجی، به عنوان اینکه تنظیم کننده در مشارکت در تولید و توسعه بیماری¬های قلبی عروقی مشارکت دارد. همچنین،  مقدار بیان رونویسی های غیر پروتین کد کننده در مدلهای موشهای هیپوکسی مزمن دوره های متقارن چرخشی را از طریق آزمایش میکرو چیپ LncRNA و تجزیه و تحلیل بیوانفورماتیکی رونویسی ها در مسیریابی بیماریهای قلبی عروقی باعث ارائه یک ایده جدید برای بررسی مکانیسمهای ایجاد شده بیماری های قلبی عروقی مزمن شد.
در سالهای اخیر توجه بیشتری به تنظیم cirRNAها در بیماری قلبی عروقی و انفارکتوس میوکارد اختصاص یافته است. قطعاً cirRNAها می‌توانند به عنوان نشانگر بالینی بالقوه برای تشخیص بیماری قلبی عروقی از طریق تکنولوژی بازیابی پرسرعت و تجزیه و تحلیل میکروچیپ endogenous ceRNA مطرح گردند. CirRNA-SATB2، cirRNA-0044073، cirRNA-284 و cirRNA_RUSC2 با هدف قرار دادن miRNA-939، miRNA-107، miRNA-221 و miRNA-661 به‌ترتیب در کنترل آترواسکلروز از طریق افزایش و مهاجرت VSMCs شرکت دارند و CirRNA cdr1as، MFACR و Cir_Nfix نقش‌های کلیدی در بازسازی و آپوپتوز قلبی را با هدف قرار دادنmiRNA-7a، miRNA-652-3p و miRNA-214 ایفا می‌کنند . Circ-Ttc3 از طریق مهار فعالیت miRNA-15b-5p از آپوپتوز میوکارد ناشی از انفارکتوس میوکارد را حفاظت می‌کند. CircNfix مسیرهای سیگنال‌دهی Gsk3b را از طریق miRNA-214 تنظیم می‌کند. کاهش انتشار circNfix می‌تواند درمان انفارکتوس میوکارد را نیز بهبود بخشد. CircSlc8a1، CircRNA_010567، CircHIPK3 و CircNFIB از طریق مهار miRNA-133a، miRNA-141، miRNA-29b-3p و miRNA-433 تنظیم رشد و مهاجرت فیبروبلاست‌های قلبی را انجام می‌دهند و از این راه نیز تغییرات در ساختار قلب و توسعه کارکرد قلبی ایجاد می‌کنند. CircNCX1 آپوپتوز میوکارد و آسیب ایسکمی میوکارد را از طریق اتصال رقابتی که به miRNA-133A-3p دارد افزایش می‌دهد. Circ ACR آسیب ایسکمی و ایسکمی میوکارد را با سرکوب اتوفاژی از میان برده و کاهش می‌دهد.

## درمان اپی ژنتیک برای بیماری های قلبی عروقی
متیلاسیون DNA. مهارکننده‌های DNA متیل ترانسفراز یا داروهای مرتبط با تنظیم وضعیت متیلاسیون و سطح بیان ژن‌های هدف در درمان بیماری‌های قلبی عروقی مانند بیماری‌های قلبی عروقی و نارسایی قلبی نقش دارند. اگرچه در حال حاضر، تحقیقات در مورد متیلاسیون DNA به عنوان یک درمان برای بیماری‌های قلبی عروقی است. هنوز در مرحله توسعه است. با این حال، زیرا تغییرات متیلاسیون DNA برگشت پذیر است، که چشم انداز خوش بینانه ای را برای درمان بیماری آترواسکلروز و بیماری عروق کرونر قلب ارائه می دهد. مطالعات نشان داده است که درمان 5-Aza-dC (دسیتابین) موش های Ldlr-/- می تواند مهاجرت و چسبندگی ماکروفاژ ها به سلول های اپیتلیال را مهار کرده، نفوذ ماکروفاژها به پلاک های آترواسکلروتیک و بیان ژن های التهابی را در ماکروفاژها کاهش می دهد.
مهارکننده DNMT RG108 با مهار فعالیت DNMT1 و DNMT3a نقش مهمی در تصلب شرایین و بیماری عروق کرونر قلب دارد. نشان داده شده است که دمتیلاسیون توسط  Deoxycytidine (DAC) 5-Aza-2 برای درمان آترواسکلروز و بیماری عروق کرونر قلب با تنظیم مثبت بیان سلولهای عضله صاف نرمال و سلول های اندوتلیال Era، ERb و COL15A1 است. یک مطالعه اخیر گزارش داد که عصاره کاکائو با مهار سطح بیان ژن DNMTs و [[متیلن تتراهیدروفولات ردوکتاز (MTHFR) آترواسکلروز و بیماری عروق کرونر قلب را در شرایط آزمایشگاهی بهبود بخشید.
استیلاسیون هیستون برای درمان آترواسکلروز بسیار مهم است. دارویی به نام رسور-آترول می تواند اختلالات متابولیک، تصلب شرایین و بیماری عروق کرونر قلب را با تنظیم مثبت SIRT1 در سلول های اندوتلیال بهبود بخشد. و HDAC2 به پروموترهای ژن IL-8 (CXCL8) و MCP1 (CCL2)متصل می شود که تا حدی فعالیت کلی HDAC را بازیابی می کند. H4K8) و به‌کارگیری پروتئین‌های اتصال‌دهنده به CREB 300، NF-KB، و RNA پلیمراز II، که به نوبه خود التهاب آترواسکلروتیک را کنترل می‌کنند. در پایان، تأثیر قابل توجهی بر پاتوژنز آترواسکلروز دارد. علاوه بر این، تریکوستاتین A، یک مهارکننده HDAC، تنظیم مثبت محیط اورمی را مسدود می کند - نشانگرهای ناشی از اختلال عملکرد اندوتلیال (مولکول چسبندگی بین سلولی- 1، گیرنده Toll مانند سطح 4، فاکتور فون‌ویلبراند) و گونه های اکسیژن فعال. بدین ترتیب تریکوستاتین A می تواند تصلب شرایین و بیماری عروق کرونر قلب را درمان کند. 238 تا سکته قلبی و آسیب ایسکمی خونرسانی مجدد مهارکننده‌های هیستون داستیلاز به‌عنوان داروها و استراتژی‌های زمینه‌ای برای درمان انفارکتوس میوکارد و آسیب ایسکمی-پرفیوژن مجدد در نظر گرفته می‌شوند. مطالعه نشان داد که انتیوستات (MS-275)، یک مهارکننده HDAC ویژه کلاس I، بیان SOD2 و کاتالاز را در میتوکندری میوکارد پس از ایسکمی-پرفیوژن مجدد از طریق فاکتور رونویسی FOXO3A هسته ای افزایش داد. بنابراین، MS -275 به طور قابل توجهی اندازه انفارکتوس میوکارد را کاهش داد و عملکرد بطن چپ و شادابی بافت را بهبود بخشید. در نهایت، از عملکرد سیستولیک قلب پس از ایسکمی محافظت کرد.
در سال های اخیر، شواهد فزاینده ای برای عملکرد RNA های غیر کدکننده در تنظیم ژن و پاتوژنز بیماری های قلبی عروقی جمع آوری شده است. RNA های غیر کدکننده، اهدافی جذاب برای مداخلات بالینی بالقوه هستند. در حال حاضر، زمینه ژن درمانی نوکلئوتیدی، از جمله [[الیگونوکلئوتید آنتی سنس (ASO) و siRNA، به سرعت در حال توسعه است. آنالوگ‌ها یا مهارکننده‌های RNA غیرکدکننده به راحتی سنتز می‌شوند و هنگامی که به داخل بدن منتقل می‌شوند سمیت سلولی پایینی دارند. بنابراین، به دنبال این است که داروهای بالقوه درمانی برای بیماری قلبی انسان باشد. با کاوش مکانیسم RNA غیرکدکننده در بیماری‌های قلبی عروقی، ما معتقدیم که درمان RNA غیرکدکننده در بیماری‌های قلبی عروقی، پیشرفت جدیدی را به همراه خواهد داشت.
mRNA 3 (ANGPTL3) که سطح بیان لیپو پروتئین های آترواسکلروزی را در موش و انسان کاهش داد و پیشرفت آترواسکلروز را به تاخیر انداخت.
نقش RNA غیر کدکننده و داروهای مرتبط در درمان سکته قلبی به تدریج توجه را به خود جلب کرده است. در میان بیماران مبتلا به سندرم کرونری حاد تحت درمان با استاتین‌های با شدت بالا، بیمارانی که با آلیروکوماب تحت درمان قرار گرفتند، نسبت به بیمارانی که با دارو نما درمان می‌شدند، خطر بروز حوادث قلبی عروقی ایسکمیک مکرر کمتری داشتند. کاهش مطلق حوادث قلبی عروقی در بیماران مبتلا به دیابت تحت درمان با آلیروکوماب تقریباً دو برابر بیشتر از بیماران بدون دیابت بود. درمان با آلیروکوماب خطر ابتلا به دیابت جدید را افزایش نداد. گزارش کرده اند که در بیماران مبتلا به انفارکتوس میوکارد، lncRNA MIAT در برش Wnt7b از طریق [[مسیرهای سیگنالینگ miRNA-150-5p و VEGF هدف قرار می گیرد و به طور متفاوت در خون محیطی بیماران بیان می شود. بنابراین، lncRNA MIAT می تواند به عنوان یک استراتژی بالقوه و دارو برای درمان بیماران انفارکتوس میوکارد هم استفاده شود. محققان دریافتند کهcirRNA MFACR در انفارکتوس میوکارد تنظیم مثبت شده است. CiRNA MFACR آپوپتوز ناشی از هیپوکسی کاردیومیوسیت ها را با کاهش miRNA-125b افزایش داد. بنابراین، مهار هدفمند cirRNA MFACRممکن است به عنوان یک هدف اساسی برای درمان انفارکتوس میوکارد و محافظت از سلول های میوکارد عمل کند. نارسایی قلبی برخی از داروها با تنظیم RNA غیرکدکننده، نقش مهمی در درمان نارسایی قلبی دارند. نشان داده شده است که MRG110  و CDR132L نقش مهمی در درمان نارسایی قلبی با هدف قرار دادن miRNA-92a و miRNA132 ایفا می کنند و در حال حاضر در مرحله آزمایشات بالینی فاز یک هستند. با توجه به cirRNA به عنوان یک هدف درمانی هدفمند برای بیماری های قلبی عروقی، cirRNA (HRCR) می تواند از پیشرفت هیپرتروفی قلبی و نارسایی قلبی جلوگیری کند و منتظر تبدیل شدن به یک ژن کنترل کننده برای درمان بیماری های قلبی است. نارسایی قلبی و هیپرتروفی قلبی در آینده. علاوه بر این، مطالعه نشان داد که بیان نابجای circ-FOXO3 با اتصال به[[ CDK2 و مهارکننده کیناز وابسته به سیکلین 1 (یا P21) از پیشرفت چرخه سلولی جلوگیری می‌کند و در همان زمان، بیان آن را کاهش می‌دهد. این پروتئین ها در هسته و فنوتیپ پیری سلول را ترویج می کنند. در نهایت، یک استراتژی درمانی جدید برای به تاخیر انداختن پیری قلب و محافظت از قلب ارائه کرد.
.به طور کلی تاریخچه ای که مبنی بر وقوع رخداد های مهم عوامل اپی ژنتیکی در بیناری های قلبی دارد عبارت است از:
سال 2005 : وو و همکاران دریافتند غیرفعال کردن متیلاسیون MCT3 سبب تنظیم توسعه بیماری آترواسکلروز میشود.
سال 2006: مهار کننده های کلاس یک و دو HADC ( هیستون د استیلاز) به نام تریکوستاتین A  که هایپر تروفی قلبی را کاهش می دهد.
سال 2011: مهار mir-33a و mir-33b سبب افزایش تخریب لیپیدهای مرتبط با بیماری قلبی و عروقی شده و ریسک ابتلا به آنرا کاهش میدهد.
سال 2014: suberoylanilide hydroxamic acid ها که مهار کننده های HADC هستند با القا اتوفاژی سبب بهبود ایسکمی و خونریزی مجدد قلبی میشوند.
سال 2016: کشف داروی IONIS-Apo a که با کاهش غلظت لیپوپروتئینA در بهبود بیماران قلبی و عروقی موثر است.
سال 2017: خونسازی کلونال مرتبط با فقدان TET2 سبب تسریع آترواسکلروز می‌شود.
سال 2018: تاثیر  داروی الیروکومب بس از درمان به واسطه دوز های شدید استاتین
سال 2019: لوکوس ژن HDAC9 به عنوان اولین لوکوس دارای ریسک مرتبط با بروز کلسیفیکاسیون عروق شناخته شد.
سال 2020: بیماری فشار خون شریان کرونریبه طور بالقوه با  پتانسیل جهش های پروتئین TET2 مرتبط است.
سال 2022: استفاده از آنزیم اپی ژنتیکی DOT1L برای اولین بار که با استفاده از مسیر سیگنالینگ NFKB از بروز آترواسکلروز جلوگیری می‌کند.

## نتیجه گیری
مشخص شده است که متیلاسیون DNA و استیلاسیون هیستون به طور گسترده و عمیق در زمینه های بیماری عروق کرونر قلب، نارسایی قلبی، و کلسیفیکاسیون عروقی مورد مطالعه قرار گرفته است. با این حال، نقش متیلاسیون هیستون در مکانیسم‌های مختلف بیماری‌های قلبی عروقی کم‌کاوش است. علاوه بر این، در سال‌های اخیر، مطالعات بیشتر و بیشتری نقش داروهای اپی ژنتیک بالقوه مختلف را در درمان بیماری‌های قلبی عروقی تایید کرده‌اند. در حال حاضر، در زمینه بیماری‌های قلبی عروقی، کاربرد مهارکننده‌های HDAC در درمان آترواسکلروز، انفارکتوس میوکارد و نارسایی قلبی نسبتاً بیشتر مورد مطالعه قرار گرفته است. توسعه مهارکننده های HDAC رویکردهای جدیدی را برای درمان بیماری های قلبی عروقی باز کرده است. با این حال، محققان قبلی فقط در سطح حیوانات کاوش کردند. بنابراین، با خلاصه کردن کارآزمایی‌های بالینی بر روی درمان اپی ژنتیک برای بیماری‌های قلبی عروقی، دریافتیم که مهارکننده‌های متیلاسیون DNA و استیلاسیون هیستون به طور گسترده در بیماری عروق کرونر قلب، انفارکتوس میوکارد و فشار خون بالا مورد مطالعه قرار گرفته‌اند که در حال حاضر در فاز 1 الی 3 کارآزمایی بالینی هستند.
به دلیل فقدان شواهد قابل اعتماد از مطالعات پایه و بالینی در مقیاس بزرگ، هنوز مشکلات زیادی (مانند اثرات خارج از هدف) وجود دارد که باید در توسعه RNA غیر کدکننده مبتنی بر RNA مورد توجه قرار گیرند. درمان ها اجرای موثر و ایمنی درمان RNA های غیرکدکننده  در عمل بالینی یک چالش بزرگ باقی مانده است.
مطالعات بالینی در مقیاس بزرگ هنوز برای توسعه داروهای مولکولی کوچک مبتنی بر متیلاسیون هیستون و بیان RNA غیر کد کننده به عنوان اهداف درمانی مورد نیاز است. به طور خلاصه، اپی ژنتیک یک زمینه امیدوارکننده در تشخیص و مداخله بیماری های قلبی عروقی است. توسعه سریع اپی ژنتیک و ژنومیک ممکن است به عنوان یک جهت جدید برای درمان دقیق بیماری های قلبی عروقی عمل کند. توسعه داروهای مرتبط با اپی ژنتیک بیشتر با ویژگی بالاتر، عوارض جانبی کمتر و مقاومت دارویی کمتر برای انواع مختلف بیماری‌های قلبی عروقی، هدف توسعه آینده خواهد بود. ترکیبی از داروهای تنظیم کننده اپی ژنتیک و داروهای هدفمند که ژن های تنظیم کننده بیماری های قلبی عروقی را هدایت می کنند ممکن است یک هدف موثر برای غلبه بر مقاومت دارویی باشد که امید جدیدی را برای غلبه بر مشکلات مقاومت دارویی ایجاد می کند. اعتقاد بر این است که در آینده نزدیک، اکتشاف و تحقیق مداوم و توسعه داروهای تنظیم کننده اپی ژنتیک برای بیماری های قلبی عروقی چشم انداز کاربرد گسترده تری خواهد داشت و به نفع بیماران بیشتری با بیماری های قلبی عروقی است. در آینده، ما امیدواریم که مکانیسم مولکولی اپی ژنتیک تنظیم کننده بیماری های قلبی عروقی را بیشتر بررسی کنیم و راهبردهای بیشتری برای پیشگیری و درمان بیماری های قلبی عروقی پیدا کنیم تا بتوانیم درمان بالینی را بهتر هدایت کنیم.